# Metal de Newton
El metal de Newton es una aleación fusible con un bajo punto de fusión. Su composición es de 50% de bismuto, 31,2% de plomo y 18,8% de estaño en peso. Su punto de fusión es 97 °C. Esta aleación recibe el nombre de Isaac Newton que la descubrió en 1701.
El metal de Newton es comparable al Metal de Wood, pero evita su contenido tóxico de cadmio. Esto ha alentado su uso para aplicaciones médicas para proteger con facilidad la forma durante la radioterapia.

## Otras aleaciones similares
- Metal de Wood
- Metal de Field
- Metal de Rose
- Galinstano
- NaK